# Gerhard Peter Thalbitzer
Gerhard Peter Thalbitzer, född 5 november 1833 på Cathrineberg vid Tåstrup, död 24 april 1917, var en dansk lantman. 
Thalbitzer lärde sig som ung lantbruk på sin tids bästa läroplatser och övertog 1858 förpaktningen av Lundbygård vid Præstø och 1866 av Thurebyholm under Bregentved. Han åtnjöt högt anseende som praktisk lantman, och hans lantbruk var mycket eftersökta läroplatser. Han inlade sig förtjänst genom sitt arbete i lantbruksorganisationernas tjänst; han var medstiftare till De samvirkende sjællandske Landboforeninger (1880) och under en följd av år samverksamhetens ordförande. Han var även en ledande kraft inom Præstø amts landboförening, liksom han gjorde ett stort arbete inom Landhusholdningsselskabet, vars styrelsesråd han tillhörde i 30 år. Han grundade Danmarks största mejeri, Trifolium i Haslev, och gjorde en betydelsefull insats vid inrättandet av Københavns Mælkeforsyning och Frejr, danske Landbrugeres Andelsselskab.